# Bjelorepi jelen
Bjelorepi jelen (latinski: Odocoileus virginianus) je jelen podrijetlom iz SAD-a, Kanade, Meksika, Srednje i Južne Amerike, te s krajnjeg juga Perua. Također je uvezen u Novi Zeland tu u neke zemlje Europe, kao što su Finska, Češka i Srbija. U Sjevernoj i Južnoj Americi je najrašireniji divlji papkar. Nacionalna je životinja države Saskatchewan (Kanada).
Jelensko krzno je crvenkasto-smeđe boje u proljeće i ljeto, a pretvara se u sivo-smeđe tijekom jeseni i zime. Jelen se može prepoznati po karakterističnoj bijeloj donjoj strani repa, koji služi kao signal za uzbunu tijekom opasnosti. Postoji populacija bjelorepih jelena u državi New York koji su u potpunosti bijeli.
Bjelorepi jeleni su vrlo promjenjive veličine, prema Bergmannu je pravilo da prosječna veličina veća dalje od ekvatora. Mužjaci sjevernoameričkog jelena obično teže od 60 do 130 kg, ali u rijetkim slučajevima, može težiti više od 159 kg.
Ženka u Sjevernoj Americi obično teži 40 do 90 kg.  Jeleni iz tropskih krajeva i Florida Keysa su znatno manji u prosjeku od 35 do 50 kg. Jeleni u Andma su veći od drugih te imaju gustu dlaku koja izgleda kao krzno. Duljina varira od 95 do 220 cm, uključujući i rep od 10 do 36,5 cm, a visina u lopaticama je od 53 do 120 cm.
Bjelorepi jelen jede različite vrste hrane, najčešće jede mahunarke, izbojke s drveća, lišće, kaktus i trave. Oni također jedu žir, voće i kukuruz. Njihov poseban želudac omogućuje im da jedu neku hranu koju ljudi ne mogu, kao što su gljive i otrovni bršljan. Njihova prehrana ovisi o sezoni prema raspoloživosti izvora hrane. Također jedu sijeno, trave, bijelu djetelinu i drugu hranu koja se može naći u seoskim dvorištima.

## Podvrste
| Abecedni popis podvrsta: - O. v. acapulcensis - O. v. borealis - O. v. cariacou - O. v. carminis - O. v. chiriquensis - O. v. clavium - O. v. couesi - O. v. curassavicus - O. v. dacotensis - O. v. goudotii - O. v. gymnotis - O. v. hiltonensis - O. v. idahoensis - O. v. leucurus - O. v. macrourus - O. v. margaritae - O. v. mcilhennyi - O. v. mexicanus - O. v. miquihuanensis - O. v. nelsoni - O. v. nemoralis - O. v. nigribarbis - O. v. oaxacensis - O. v. ochrourus - O. v. osceola - O. v. peruvianus - O. v. rothschildi - O. v. seminolus - O. v. sinaloae - O. v. taurinsulae - O. v. texanus - O. v. truei - O. v. thomasi - O. v. toltecus - O. v. tropicalis - O. v. ustus - O. v. venatorius - O. v. veraecrucis - O. v. virginianus - O. v. yucatanensis |

## Vanjske poveznice
- Bjelorepi jelen, Smithsonian Nacionalni muzej povijesti i prirode
- Video bjelorepog jelena
- Rasprostranjenost bjelorepog jelena u Novom Zelendu